# Muespach-le-Haut
Muespach-le-Haut (deutsch Obermüspach) ist eine französische Gemeinde mit 1144 Einwohnern (Stand 1. Januar 2022) im Département Haut-Rhin in der Region Grand Est (bis 2015 Elsass). Sie gehört zum Kanton Altkirch und zum Gemeindeverband Sundgau.

## Geografie
Die Gemeinde Muespach-le-Haut liegt am namengebenden Muesbach, der wenige Kilometer weiter westlich als Gersbach in die Ill mündet. Die Sundgau-Gemeinde ist 15 Kilometer von Basel und 20 Kilometer von Altkirch entfernt.
Der Ort liegt im lössbedeckten Sundgauer Tertiärhügelland, im Bereich der pliozän-altpleistzänen Sundgauschotter. Das Tal von Muesbach und Gersbach weist die für den Sundgau typische Asymmetrie auf. Der stärker wetterexponierte, damit stärker erodierte Nordhang ist steiler als der unter dem weniger angegriffenen Lössmantel sanfter geböschte Südhang.
Nachbargemeinden von Muespach-le-Haut sind Knœringue im Norden, Michelbach-le-Haut im Nordosten, Folgensbourg im Osten, Linsdorf im Süden, Fislis im Südwesten sowie Muespach im Westen.

## Geschichte
Bis 1324 gehörte der Ort zur Grafschaft Pfirt, kam dann mit der Heirat der Johanna von Pfirt und Albrecht II. von Österreich an Habsburg und im Westfälischen Frieden mit dem ganzen elsässischen Besitz der Habsburger an die französische Krone. Die Habsburger hatten den Ort den Grafen von Glère-St.-Montjoie als Lehen vergeben.
Von 1871 bis zum Ende des Ersten Weltkriegs gehörte Obermüspach als Teil des Reichslandes Elsaß-Lothringen zum Deutschen Reich und war dem Kreis Altkirch im Bezirk Oberelsass zugeordnet. Ab 1936 fanden um das Dorf besonders intensive Arbeiten beim Bau der Maginotlinie statt. 1939 erfolgte die Evakuierung des Ortes in den Südwesten Frankreis (Les Landes).

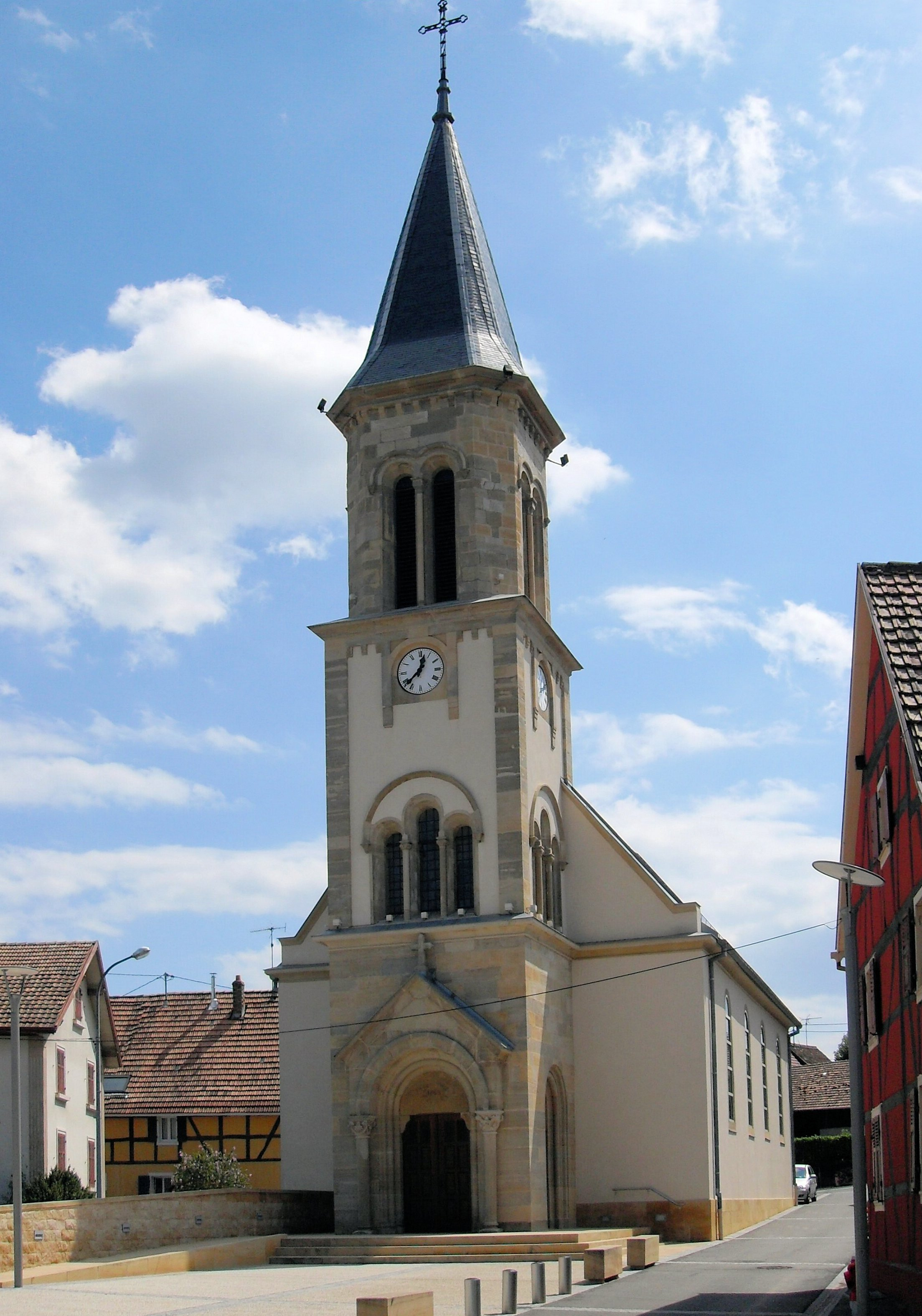
Kirche St. Georg

Von 1915 an besaß die Gemeinde einen gemeinsamen Bahnhof mit Volkensberg an der Bahnstrecke Waldighofen–Sankt Ludwig. Dieser umfasste zwei Ausweichgleise und ein Ladegleis. Der Personenverkehr wurde 1955 eingestellt und die Strecke 1960 stillgelegt.
| Jahr      | 1910 | 1962 | 1968 | 1975 | 1982 | 1990 | 1999 | 2007 | 2014 |
| --------- | ---- | ---- | ---- | ---- | ---- | ---- | ---- | ---- | ---- |
| Einwohner | 459  | 440  | 470  | 550  | 623  | 676  | 810  | 951  | 1102 |

## Sehenswürdigkeiten
- Die Kirche St. Georg wurde um 1820 anstelle einer Vorgänger-Kapelle errichtet. 1863 wurde das Schiff vergrößert und der neuromanische Kirchturm angefügt. Spätklassizistische Kanzel von 1828.
- Schulhaus (einst Mairie-école). ein im Sundgau ganz außergewöhnlicher Bau. Über dem Werkstein-Kellergeschoss zwei Obergeschosse in dekorativ verwendetem zweifarbigem Sichtbackstein
- Eine Anzahl gut erhaltener Fachwerkbauten aus dem 18. und 19. Jahrhundert. Das Haus Nr. 34 an der Rue des Landes aus dem späten 18. Jahrhundert in Stockwerkbauweise. Die Fensterbrüstungen verziert – im Erdgeschoss mit Balusterpfosten, im Obergeschoss kartuschenartig gerahmt. Die auf den verlängerten Deckenbalken des Erdgeschosses ruhende Laube mit ähnlich verzierter Brüstung. – Nr. 4 an der Rue des Landes von 1789 mit einer ausnahmsweise in den Wandkasten des Hauses einbezogenen Laube, diese mit breiten Balustern verziert.
- Schönes Feldkreuz zwischen zwei alten Linden von 1796  an der Rue départementale 463
- Reste der Maginot-Linie